# Слънчевият танц на Анабел
„Слънчевият танц на Анабел“ (на английски: Annabelle Sun Dance) е американски късометражен ням филм от 1894 година на режисьора Уилям Кенеди Диксън с участието на Анабел Мур, заснет в студиото Блек Мария при лабораториите на Томас Едисън в Ню Джърси.

## В ролите
- Анабел Мур[2]